# 基底関数重なり誤差
量子化学において、有限基底関数系を用いた計算では、基底関数重なり誤差（きていかんすうかさなりごさ、英: basis set superposition error、略称: BSSE; 基底関数重ね合わせ誤差）が生じる場合がある。相互作用する別の分子（分子内BSSEの場合は同一の分子の異なる部分）を構成する原子が互いに近付いているとき、これらを中心とする局在基底関数は重なりをもつ。それぞれの単量体は近くの原子の基底関数を「借りて」、大きな基底関数系を用いたときと同様にエネルギーなどの計算精度が向上することになる。 全エネルギーを原子位置の関数とみて最適化するとき、基底関数の混在する領域の短距離相互作用エネルギーは精度がよくなるが基底の混在しない領域の長距離エネルギーは精度がそのままであり、計算条件の一致しない量を比較してしまうことから誤差が生じる。
この誤差は有限基底関数系に特有のものであり、無限基底関数系を用いればそもそも生じない。しかし、有限基底関数系を用いつつBSSEを補正する方法として2つの方法が挙げられる。「化学ハミルトニアン法（chemical Hamiltonian approach, CHA法）」では、一般的なハミルトニアンから基底関数系の混合に影響を受ける射影作用素を含む項を全て除去したハミルトニアンを用いることにより混合を「予め」防止する。「Counterpoise法（CP法）」では、すべての計算を混合した基底を用いて再計算することによりBSSEを計算し、これを誤差を含むエネルギーから差し引くことにより「後から」誤差を修正する（混合した基底による計算は「幽霊軌道 (英: ghost orbital)」を用いて、すなわち原子核も電子もないところに基底関数のみを導入することによって実行する）。これら2つの手法の考え方は全く異なるが、似たような計算結果を与えることが多い。しかし、CP法を用いた場合は基底関数の中心となる原子の位置に計算結果が大きく左右されることになり、自由度が大きくなってしまう。このため、CP法の方が誤差が大きくなることが多い。